# Love Child (film, 1982)
Pour les articles homonymes, voir Love Child.
Pour plus de détails, voir Fiche technique et Distribution.
Love Child est un film américain réalisé par Larry Peerce, sorti en 1982.

## Synopsis
Âgée de 19 ans, Terry Jean Moore est reconnu coupable de vol à main armée et est envoyée en prison, où elle rencontre un gardien nommé Jack Hansen. Les deux entament une liaison, qui s’arrête lorsqu'elle tombe enceinte. En tant que prisonnière, Terry va alors essayer de se battre contre le système judiciaire pour garder son enfant.

## Fiche technique
- Titre original : Love Child
- Réalisation : Larry Peerce
- Scénario : Anne Gerard, Katherine Specktor, d'après une histoire d'Anne Gerard
- Direction artistique : Don K. Ivey
- Décors : Richard Helfritz[1]
- Costumes : Linda Benedict-Pierce
- Photographie : James Pergola[2]
- Montage : Bob Wyman
- Musique : Charles Fox
- Production : Paul Maslansky
- Société(s) de production : The Ladd Company
- Société(s) de distribution :  The Ladd Company
- Pays de production : États-Unis
- Année : 1982
- Langue originale : anglais
- Format : couleur – 35 mm – mono
- Genre : drame, romance
- Durée : 96 minutes
- Dates de sortie : 
  - États-Unis : 15 octobre 1982
  - France : nc

## Distribution
- Amy Madigan : Terry Jean Moore
- Beau Bridges : Jack Hansen
- Mackenzie Phillips : J.J.
- Albert Salmi : Capt. Ellis
- Joanna Merlin : Mrs. Sturgis
- Margaret Whitton : Jacki Steinberg
- Lewis Smith : Jesse Chaney
- Dennis Lipscomb : Arthur Brady
- Anna Maria Horsford : Mara
- Michael Shane : Juge Hare
- Randy Lowell[3] : Striker
- Rhea Perlman : June Burns
- Juanita Mahone : Cecily
- Richard Whiting : Juge Weston
- Luis Avalos : Tony
- Mary McCusker : Jeanette
- Richard Liberty : Police Officer #1
- Jody Wilson : Sergent Benson
- William Leonard : Juge Powell
- Madeline Kiggins : Garde
- Matthew Peerce : Boy in Car
- Dara Murphy : Nancy
- Candy Trabuco : Vanessa
- Sarah Zinsser : Sarah
- Cheryl King : Van Inmate

## Distinction

### Nomination
- Golden Globes 1970
  - Révélation féminine de l'année pour Amy Madigan